# إليسون جرينسلاد
إليسون جرينسلاد (بالإنجليزية: Ellison Greenslade)‏ هو ضابط شرطة باهاماسي، ولد في 24 مايو 1961 في بروفيدانس الجديدة في باهاماس.